# Castor (P901)
Pour les articles homonymes, voir Castor.
Le Castor (P901) est un patrouilleur de la composante marine de l'armée belge.

Ce premier  patrouilleur belge d'une série de deux rejoint la base navale de Zeebruges en juillet 2014. Le second, le Pollux, rejoint la composante marine en avril 2015.
Les deux navires jumeaux tiennent leurs noms des Dioscures, fils jumeaux de Léda dans la mythologie grecque, qui ont également donné leur nom à deux étoiles (Castor et Pollux) de la constellation des gémeaux, visible dans le ciel belge.
La ville de Namur est la marraine du bâtiment.
En novembre 2024, la Belgique commande un troisième navire de ce type.

## Conception
Commandé en 2013 par la Composante Marine de l'armée belge, il s'agit du plus gros navire entièrement construit par les chantiers navals Socarenam de Boulogne-sur-Mer, en France.

## Service
Le patrouilleur assure des missions de surveillance (contrôle de la pollution, surveillance de pêche, assistance pour la détection du trafic illicite...). D'autre part, il sert de plateforme de soutien pour le déploiement d'actions de contrôles ou de secours en mer dans la zone économique de la Belgique. 

L'équipage fixe se compose de personnel de la Marine. Du personnel spécialisé d'autre services publics (police, douane, etc.) est embarqué pour des missions administratives de police et de douane.

### Drome
Sur le pont arrière :
- deux canots pneumatiques (vitesse : 37 nœuds)

### Lien connexe
- Liste des navires de la marine belge

### Note et référence
1. ↑  « La reine baptise le Castor », sur www.mil.be, 10 juillet 2014
2. ↑  « L'équipage du Pollux fin prêt à relever ses futurs défis », sur www.mil.be/fr, 17 décembre 2014
3. ↑  « Thibault Boucquéau, un Flawinnois aux commandes du Pollux, navire parrainé par la Ville de Namur », sur www.lavenir.net, 27 juillet 2022
4. ↑  Laurent Lagneau, « La Belgique a commandé un troisième patrouilleur côtier au chantier naval français Socarenam », sur Zone Militaire, 6 novembre 2024 (consulté le 6 novembre 2024)